# IC 3225
IC 3225 ist eine Spiralgalaxie vom Hubble-Typ Sd mit ausgedehnten Sternentstehungsgebieten im Sternbild Jungfrau auf der Ekliptik. Sie ist schätzungsweise 102 Millionen Lichtjahre von der Milchstraße entfernt.
Das Objekt wurde am 4. November 1899 von Arnold Schwassmann entdeckt.